# 谷乙猪
谷 乙猪（たに おつい、1857年11月30日（安政4年10月14日） - 1889年（明治22年）7月18日）は、江戸時代後期の土佐藩士。
最年少の迅衝隊士。谷重喜の弟。谷干城の養子。従五位。

## 来歴

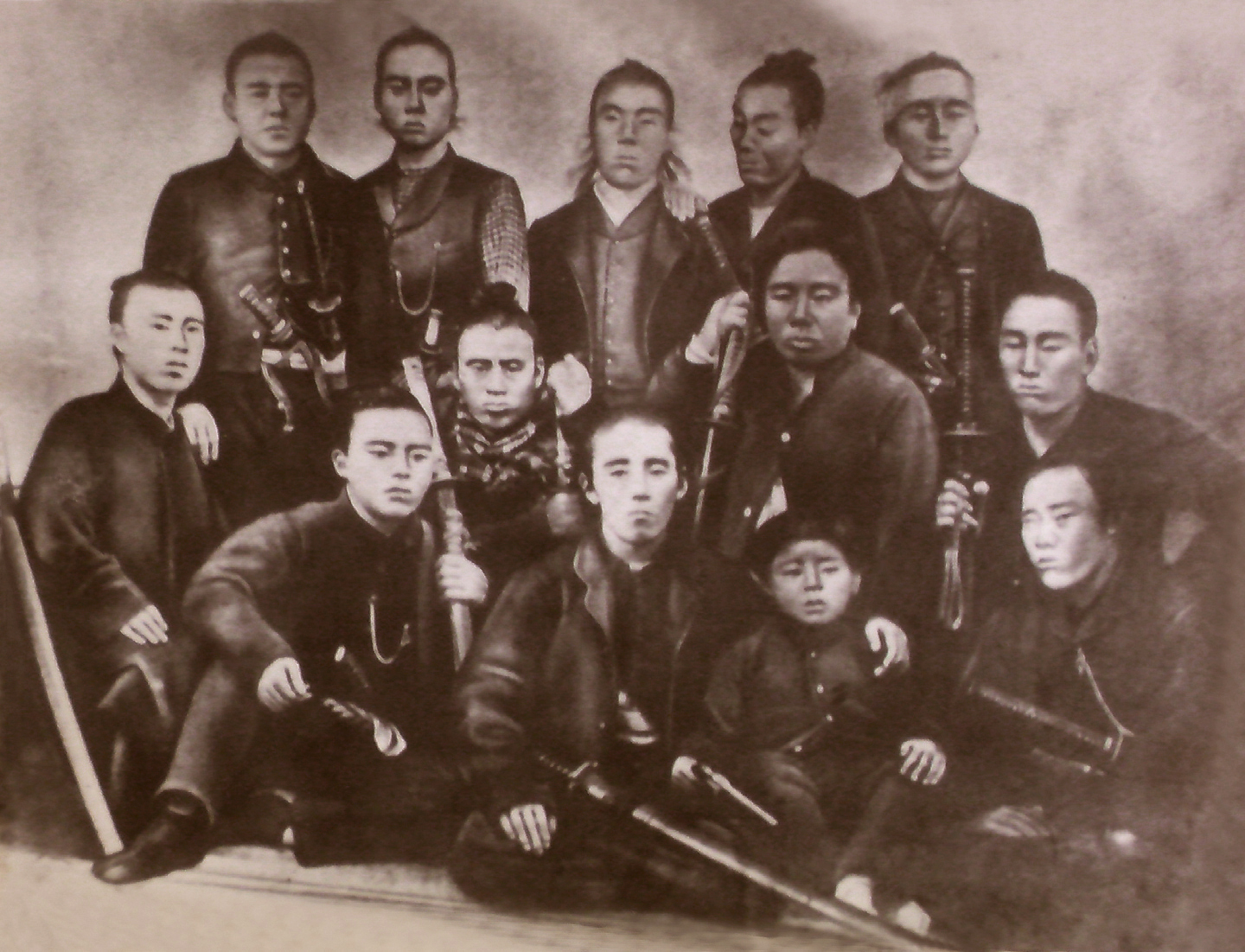
迅衝隊（前列左から伴権太夫、板垣退助（中央）、谷乙猪（少年）、山地忠七。 中列、谷神兵衛、谷干城（襟巻をして刀を持つ男性）、山田清廉、吉本平之助祐雄。 後列、片岡健吉、真辺正精、西山榮、北村重頼、別府彦九郎）

1857年（安政4年）、土佐藩上士・谷重昌（神佐衛門）の三男として、土佐国（現 高知県）に生まれる。実長兄は谷重喜、実次兄は谷重中。弟は谷流水。
1868年（慶応4年1月）、最年少の12歳（満10歳）にして、志願して兄谷重喜らと共に土佐藩迅衝隊に加わり、戊辰戦争に従軍する。板垣退助ら迅衝隊の幹部たちと一緒に撮った幕末の写真が有名（乙猪は退助の膝に抱かれ、拳銃を持ったポーズで写っている）。
1870年2月27日（明治3年1月27日）、土佐藩主・山内豊範の時代、東京で学問修行を仰せ付けられ、さらに洋行を仰せ付けられ、ノテレス船の御船便次第、出立するよう命ぜられる。同年4月6日（旧暦3月6日）、来たる27日より浦戸通より乗船仰せ付けられる。
同年7月13日（旧暦6月15日）、谷家（谷秦山流 ）の分家で、谷景井（萬七）家の第2代目にあたる谷干城の養子となる。のち従五位に叙せられる。
旧薩摩藩士村田経芳男爵（村田銃の開発者）の長女（愛子）と婚姻する。
1881年（明治14年）8月1日、嫡男谷儀一が生まれる。
1889年（明治22年）7月18日逝去。享年33歳。
墓は高知の久万山の谷家代々墓地（所在地 高知県高知市中久万）にある。

## 栄典
- 1884年（明治17年）10月3日 - 従五位[2]

## 家族
- 養父：谷干城
- 養母：国澤七郎右衛門通辰の二女（玖満子）
  - 本人：谷乙猪
  - 妻：村田経芳男爵の長女（愛子）
    - 嫡男：谷儀一（陸軍少将）
      - 孫：谷武夫

    - 二男：谷守人
      - 孫：谷重城

    - 長女：谷松子

  - 義弟：谷猛熊（干城の実子）
  - 義妹：谷芳子（干城の実娘）